# Накучи

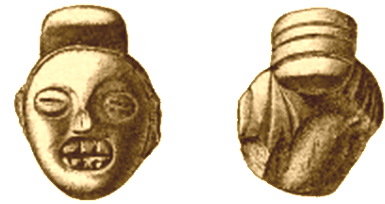
Глиняное изображение головы человека, раскопанное экспедицией Фонда Хея

Курган Накучи, англ. Nacoochee Mound — доисторический земляной курган на берегу реки Чаттахучи в округе Уайт, северо-восток штата Джорджия, у соединения шоссе 17 и шоссе 75. Название Nacoochee происходит из языка чероки и означает «вечерняя звезда».
Раскопки кургана велись с 1915 г. группой археологов Фонда Джорджа Густава Хея и Бюро американской этнологии, в которую входили Фредерик Ходж и Джордж Пеппер. В ходе раскопок было обнаружено 75 человеческих погребений, в том числе 56 взрослых, 7 подростков, 4 детей и 8 останков, возраст которых установить было невозможно из-за сильного разрушения. Погребения, судя по слоям, относились к различным хронологическим периодам. В могилах около трети погребённых находились артефакты, указывающие на их социальный статус, в том числе медные и каменные топоры-кельты, ожерелья и кубки из раковин, а также керамика. В некоторых поздних погребениях обнаружены стеклянные бусы и украшения из листовой латуни, что позволяет предположить позднее (даже европейское) происхождение последних захоронений и отнести их к 17 веку.
Как показывают археологические данные, близ курганов Накучи и Иствуд находились местные административные центры в конце 15 — начале 16 веков, хотя можно предположить, что поселения здесь существовали уже во время возникновения Итова-Маундз, примерно на три столетия раньше. Ещё не раскопанное археологами поселение близ кургана, возможно, является одним из двух поселений, Накучи или Чота, которые посещала в 1715 г. экспедиция полковника Джорджа Чикена и которые отмечались на картах до середины XVIII века. Много лет позднее индейцы племени чероки использовали курган дя своего поселения и для своих церемониалов.
Коллекционер Джордж Густав Хей в соавторстве с Ходжем и Пеппером написал по результатам раскопок книгу «Курган Накучи в Джорджии» (The Nacoochee mound in Georgia), опубликованную в 1918 году.
Памятная табличка у кургана указывает, что здесь находился «древний черокский город Gauxule, который посетил Эрнандо де Сото в 1540 году». Тем не менее, археологические раскопки, предпринятые в 2004 г. Полевой археологической школой Университета Джорджии, показали, что ни курган, ни город не имели отношения к чероки в XVI веке, и возможно, вообще не связаны с этим индейским народом, который пришёл в эти места позднее. По-видимому, поселение играло важную роль в Вудлендский период и в эпоху Миссисипской культуры. О пребывании чероки свидетельствуют лишь немногочисленные находки позднего периода.